# We Wish You a Metal Xmas and a Headbanging New Year
 We Wish You a Metal Xmas and a Headbanging New Year (с англ. — «Мы желаем вам металлического Рождества и головокружительного Нового года») — музыкальный альбом, сборник традиционных рождественских песен. Для аранжировки и записи каждой песни была сформирована своеобразная «супергруппа» из числа приглашённых, известных в основном в области «тяжёлой» музыки, музыкантов.

## История записи
На фоне достаточного успеха рождественских «металлических» альбомов A Twisted Christmas группы Twisted Sister (2006) и сборника Monster Ballads XMas (2007), американский продюсер и гитарист Боб Кулик решил собрать звёзд «тяжёлой» сцены и записать альбом рождественских песен, исполненных в «металлической» обработке. Боб Кулик принимал участие в группах Kiss и W.A.S.P., но ещё в большей степени известен как продюсер сборников трибьютов, для которых у него получается собрать «звёздные» составы. На его счету такие альбомы, как Welcome to the Nightmare: An All-Star Salute to Alice Cooper и Numbers from the Beast: An All-Star Tribute to Iron Maiden, где приняли участие такие исполнители, как Брюс Дикинсон, Ронни Джеймс Дио, Дэйв Мастэйн, Закк Уайлд и многие другие. Исполнительным продюсером проекта выступила Венди Дио, жена Ронни Джеймса Дио.
Альбом записывался в Ван-Найсе (Калифорния) в Office Studios в течение 2008 года, за исключением партии Майкла Шенкера, которую он записал в Мюнстере.
Отзывы об альбоме были положительными:
При наличии кое-каких чудаковатых сочетаний вокалиста и музыкантов, это всё вполне работает по большей части: хотя бы просто вновь послушать классические рождественские песни в таком виде, в котором вы их никогда не слышали — набравших обороты, заряженных кучей рваных пауэр-аккордов, шредовой гитарой и полностью металлически обработанных  
Оригинальный текст (англ.)With some rather odd pairings of vocalists and musicians, this all works well for the most part; if only for the sheer novelty of hearing some Christmas classics like you've never heard them before - revved up and supercharged with lots of ripping power chords and shredding lead guitar work and getting the full metal treatment in the process.
Каждый найдёт свою любимую песню на этом альбоме из 12 песен - или 16, если считать бонусы, которые абсолютно необходимы! Будь то Run Rudolph Run, шустрый маленький трек с безошибочно определяемым рычанием Лемми или может быть это God Rest You Merry, Gentlemen, спетая легендарным Ронни Джеймсом Дио
Оригинальный текст (англ.)Everyone will have their own favourite song on this 12 track album, 16 if you include the bonus tracks which you totally should! Be it Run Rudolph Run, a pacey little number with the unmistakable growl of Lemmy or maybe it’s the epic beat of God Rest Ye Merry Gentlemen sung by the legendary Ronnie James Dio.
Альбом по качеству материала даже сравнивали с благотворительным сборником Hear ’n Aid: «Почти столько же классического рока и метала (и плюс музыканты нового поколения), собранных под одним знаменем, как на Hear 'n Aid»
Высказывалось и мнение о том, что несмотря на то, что удалось собрать один из лучших сборников такого типа, но по большому счёту такие альбомы в основном никому не нужны
Альбом вышел в формате CD и на двойном LP. Основное издание содержало 12 песен, но были выпущены также издания с двумя или четырьмя бонус-треками.

## Список композиций
| №   | Название                                                               | Автор(ы)                                    | Исполнители                                                         | Длительность |
| --- | ---------------------------------------------------------------------- | ------------------------------------------- | ------------------------------------------------------------------- | ------------ |
| 1.  | «We Wish You A Merry Xmas» (Весёлого Рождества!)                       |                                             | Джефф Скотт Сото/Брюс Кулик/Боб Кулик/Крис Уайз/Рэй Лузье           | 4:39         |
| 2.  | «Run Rudolph Run» (Беги, Рудольф, беги!)                               | Чак Берри                                   | Лемми/Билли Гиббонс/Дэйв Грол                                       | 4:00         |
| 3.  | «Santa Claus Is Coming to Town» (В город едет Санта Клаус)             | Хейвен Гиллеспи, Фред Кутс                  | Элис Купер/John 5/Билли Шихэн/Винни Апписи                          | 4:19         |
| 4.  | «God Rest You Merry, Gentlemen» (Храни вас Бог, весёлые господа!)      |                                             | Ронни Джеймс Дио/Тони Айомми/Руди Сарзо/Саймон Райт                 | 4:07         |
| 5.  | «Silver Bells» (Серебряные колокольчики)                               | Джей Ливингстон, Рэй Эванс                  | Джефф Тейт/ Карлос Кавазо/Джеймс Ломенцо/Рэй Лузье                  | 5:05         |
| 6.  | «Little Drummer Boy» (Маленький барабанщик)                            | Катарин Дэвис, Гарри Саймеон, Генри Онерати | Даг Пинник/Джордж Линч/Билли Шихэн/Саймон Филлипс                   | 4:37         |
| 7.  | «Santa Claus Is Back in Town» (Санта Клаус возвращается в город)       | Джерри Либер и Майк Столлер                 | Тим «Риппер» Оуэнс/Стив Морс/Хуан Гарсия/Марко Мендоса/Винни Апписи | 4:01         |
| 8.  | «Silent Night» (Тихая ночь)                                            |                                             | Чак Билли/Скотт Иэн/Джон Донаис/Крис Уайз/Джон Темпеста             | 4:11         |
| 9.  | «Deck the Halls» (Украсьте зал!)                                       |                                             | Они Логан/Крэйг Голди/Тони Франклин/Джон Темпеста                   | 4:10         |
| 10. | «Grandma Got Ran Over By A Reindeer» (Бабушку сбил олень)              | Рэнди Брукс                                 | Стивен Перси/Трэйси Ганз/Боб Кулик/Билли Шихэн/Грегг Биссонетте     | 4:41         |
| 11. | «Rockin’ Around the Christmas Tree» (Зажигая вокруг ёлки)              | Джонни Маркс                                | Джо Линн Тёрнер/Брюс Кулик/Боб Кулик/Руди Сарзо/Саймон Райт         | 3:21         |
| 12. | «Happy Xmas (War Is Over)» (Счастливого Рождества (Война закончилась)) | Джон Леннон                                 | Томми Шау/Стив Люкатер/Марко Мендоса/ Кенни Аронофф                 | 4:27         |
| 13. | «O' Christmas Tree» (О, ёлочка!)                                       | Эрнест Аншульц                              | Доро/Майкл Шенкер/Тони Франклин/Фрэнки Банали                       | 4:16         |
| 14. | «Auld Lang Syne» (Старое доброе время)                                 | Роберт Бёрнс                                | Girlschool                                                          | 3:20         |
| 15. | «Frosty The Snowman» (Снеговик Фрости)                                 | Уолтер Роллинс, Стив Нельсон                | Стив «Липс» Кудлов/Рон «Бамблфут» Таль/Крис Чейни/Кенни Аронофф     | 4:06         |
| 16. | «Rudolph The Red Nosed Reindeer» (Красноносый олень Рудольф)           | Джон Маркс                                  | Дез Фафара/Даг Олдрич/Бласко/Джон Темпеста                          | 4:08         |

## Дополнительные участники и персонал
- Боб Кулик — продюсер, гитара EBow (3,4,12)
- Брет Чассен — продюсер, бэк-вокал (1,6,9,10)
- Венди Дио — исполнительный продюсер